# Залев (Лодзинське воєводство)
Залев (пол. Zalew) — село в Польщі, у гміні Лютомерськ Паб'яницького повіту Лодзинського воєводства.
Населення — 190 осіб (2011).
У 1975-1998 роках село належало до Серадзького воєводства.

## Демографія
Демографічна структура станом на 31 березня 2011 року:
|          | Загалом | Допрацездатний вік | Працездатний вік | Постпрацездатний вік |
| -------- | ------- | ------------------ | ---------------- | -------------------- |
| Чоловіки | 93      | 20                 | 67               | 6                    |
| Жінки    | 97      | 21                 | 58               | 18                   |
| Разом    | 190     | 41                 | 125              | 24                   |